# Château d'Erguël
Le château d'Erguël est un château situé sur le territoire de la commune bernoise de Sonvilier, en Suisse.

## Situation
Les ruines du château se dressent sur le flanc nord de Chasseral, situé dans le centre de la chaîne du Jura, entre les communes de Saint-Imier et Sonvilier en Suisse. Dans le vallon de St-Imier qui autrefois fut appelé Vallée de l'Erguël du fait de l'influence de son château qui s’implanta dans une vallée autrefois nommée Suzingau dont aujourd’hui seule la rivière « Suze » qui coule en son sein permet de trahir ses origines germaniques.

## Préambule
On ne connaît pas exactement les dates de la construction, plusieurs hypothèses faisant allusion à la fin du premier millénaire ayant été formulées. Ainsi, l’hypothèse la plus cohérente nous ramène au conflit territorial qui oppose l'Évêché de Bâle à l'Évêché de Lausanne après la fin de l’Ordre clunisien et qui lie son origine à "Burkhard von Fenis" (ou Burchard von Hasenburg), évêque de Bâle de 1072 à 1107. Connu pour son expansionnisme, il a sûrement exploité la vallée pour ses vivres, construit le château pour protéger ses populations et installé un péage sur la route St-Imier – Neuchâtel.
L’hypothèse ne dit pas s'il existait déjà une tour ou une ruine, mais les Romains avaient l’habitude d'ériger des tours en pierre ou en bois pour servir de guet et d'habitat aux gens qui encaissaient les taxes de passages.

## Histoire
Une famille bourguignonne (originaire de Franche-Comté), les d'Arguel (ceux-ci lui auraient donné son nom), s'installe dans le château.  
Oton d'Erguël y exerce la charge d'avoué jusqu'en 1264 (première trace écrite), date à laquelle il résigne sa charge à "Heinrich III von Neuenburg-Erguel", évêque de Bâle de 1262 à 1274. Le maire épiscopal de Bienne reçoit la charge d'avoué ainsi que le droit de bannière (droit de traiter avec les puissances étrangères et d'accorder des secours de troupes) dans le Bas-Erguël.
En 1284, le château est fortifié et de nombreux travaux de restauration sont faits.
En 1335, le château est mis sous la tutelle de la ville de Saint-Imier par le traité de combourgeoisie.
En 1386, un incendie détruit en partie le château.
En 1395, la ville de Bienne obtient le droit de bannière dans le Haut-Erguël.
Au XVe siècle, la ville de Bienne acquiert le droit de lever des troupes en Erguël.
En 1479, le traité de combourgeoisie du chapitre de Saint-Imier est reconduit.
En 1493, l'Erguël est administré par la ville de Bienne, les maires de la vingtaine de villages ou hameaux groupés en huit paroisses ou mairies n'étant que ses exécutants.
En 1530, Soleure accueille le chapitre de Saint-Imier.
En 1553, l’évêché de Bâle engage l'Erguël à Bienne pour 7000 couronnes. Les Erguëliens, appuyés par Soleure, obtiennent la dénonciation de cet accord.
En 1556, ils obtiennent l'octroi des franchises d'Erguël par l’évêque.
En 1575, la région subit le début de la Contre-Réforme catholique de l’évêque de Bâle qui veut remettre ses ouailles dans le droit chemin.
En 1594, l’évêque veut récupérer ses droits sur l’Erguël, mais Soleure et Bienne qui les possèdent et font partie de la Suisse, terre d’asile pour les huguenots, demandent à la diète fédérale de statuer sur leur cas. Mais l’arbitrage fédéral confirme pour l'essentiel ce statu quo.
En 1599, Bienne abandonne la plupart de ses droits dans l'Erguël à l’évêque contre la garantie de la liberté de culte, elle ne garde que le droit de lever des troupes.
En 1604, l'affaire de l'échange de Bienne met fin aux ambitions de la seigneurie, qui sans le soutien du centre urbain de Bienne se retrouve bien seule à la frontière de la Suisse, mais obtient encore plus d’autonomie par l'octroi d'un droit coutumier.
En 1605, l’évêque installe un châtelain, son représentant direct, à Courtelary.
En 1606, l’évêque transfère l'instance d'appel à Porrentruy.
En 1617, l'évêque entreprend une restauration et des réparations, la guerre de Trente ans n'épargne pas le château avec de nouvelles destructions.
En 1754, l'entretien du château est abandonné. Les bâtiments tombent peu à peu en ruine.
En 1796, la vallée d’Erguël est rattachée à la ville de Bienne.
En 1797, à la suite de son annexion par la France, l'évêché de Bâle  n'a plus les droits de seigneurie ou bailliage sur l’Erguël.
En 1845, la tour est acquise par la bourgeoisie de Sonvilier.
Aujourd’hui, le donjon circulaire, avec ses boulins visibles à la hauteur des étages, en est le vestige le plus considérable.

## Conservation
Rescapée du château d'Erguël, la tour est parfois éclairée, dès la tombée de la nuit. Le site est classé comme bien culturel d'importance régionale.

## Anecdotes
Certains écrits citent la tour comme le point le plus éloigné du monde civilisé et le dernier rempart contre les barbares. En effet, la tour est sur la route Neuchâtel - Sonvillier (gîte étape) - Bâle, mais elle relie aussi le haut du canton de Neuchâtel qui à l'époque n'est que le domaine de chasse des comtes de Neuchâtel.

## Mythes & Légendes
Le passage secret
Un souterrain était visible il y a une cinquantaine d'années, et certains anciens du village se souviennent l'avoir visité. Une légende raconte que celui-ci communiquait avec une ville de la rive Nord du lac de Bienne qui serait La Neuveville.